# Sie leben bei Nacht
Sie leben bei Nacht (Originaltitel They Live by Night), auch bekannt als Im Schatten der Nacht, ist ein US-amerikanischer Film noir aus dem Jahr 1948, der das Regiedebüt für Nicholas Ray bedeutete. Als Vorlage diente der 1937 erschienene Roman Thieves Like Us von Edward Anderson (1905–1969).

## Handlung
Die Südstaaten in der Weltwirtschaftskrise: Arthur „Bowie“ Bowers ist ein junger Gefangener, der seit seinem 16. Lebensjahr wegen eines Mordes, den er nach eigener Aussage nicht begangen hat, einsitzt. Eines Tages flieht er zusammen mit den erfahrenen Bankräubern Chicamaw und Mansfield aus dem Gefängnis. Sie suchen Unterschlupf bei Chicamaws Bruder Mobley, einem Alkoholiker, der gemeinsam mit seiner Tochter Catherine eine heruntergekommene Tankstelle betreibt. Arthur benötigt Geld, damit er einen Anwalt bezahlen und endlich seine Unschuld in dem Mordfall beweisen kann. Dafür plant er zusammen mit den beiden anderen Entflohenen einen Banküberfall.
Der Banküberfall selbst verläuft erfolgreich, doch wenig später baut Arthur einen Autounfall. Ein Polizist, der an der Unfallstelle unangenehme Nachfragen stellt, wird kurzerhand von Chicamaw erschossen. Chicamaw bringt den verletzten Arthur erneut bei seinem Bruder und seiner Nichte in der Tankstelle unter. Catherine, genannt „Keechie“, kümmert sich liebevoll um den verletzten Arthur und die beiden schüchternen, wenig welterfahrenen jungen Leute verlieben sich ineinander. Schließlich laufen sie gemeinsam davon. Auf ihrer Busreise kommen sie zu einem Haus, bei dem für 20 US-Dollar Trauungen im Schnellverfahren gemacht werden. Die beiden heiraten und kaufen sich, da von dem Bankraub noch einiges Geld übrig geblieben ist, ein neues Auto.
Catherine und Arthur müssen sich ständig Sorgen machen, denn Arthur ist von der Presse zu einem Gangsterboss und modernen Billy the Kid hochgeschrieben worden. Die Polizei rechnet fest damit, dass sie früher oder später auf Arthurs Spur kommt. Unterdessen planen Chicamaw und Mansfield einen erneuten Banküberfall, da sie ihr Geld bereits verschwendet haben. Mit einigen Drohungen zwingen sie auch Arthur dazu, an dem Überfall teilzunehmen, was seine Beziehung mit Catherine auf eine harte Probe stellt. Sie hofft, dass er sich endlich von den Verbrechern lösen kann, und legt ihm mehrmals nahe, sich der Polizei zu stellen. Bei dem erneuten Überfall wird Mansfield getötet und auch Chicamaw, nachdem er eine Auseinandersetzung gegen Arthur verloren hat, von der Polizei erschossen.
Arthurs Bekanntheitsgrad ist durch die Zeitungsartikel gestiegen und sie müssen aus ihrer gemieteten Hütte fliehen, nachdem ein Klempner sie erkannt hat. Das Ehepaar wendet sich zeitweise der Anonymität der Großstadt zu, doch auch dort werden sie in einem Nachtclub von Gangstern erkannt und aus der Stadt gejagt. Schließlich wollen sie nach Mexiko fliehen, doch Catherines Schwangerschaft macht das strapaziöse Reisen zusehends schwierig. Sie steigen im Motel von Mattie ab, Mansfields Schwägerin, deren Ehemann im Gefängnis sitzt. Arthur sieht keine Chance mehr, mit seiner Frau die Flucht zu schaffen, und berichtet Mattie, dass er Catherine Geld hinterlegen und sie dann vorerst verlassen werde. Doch Mattie macht, wenngleich schlechten Gewissens, einen Deal mit der Polizei: Sie verrät Arthur, dafür wird ihr Ehemann vorzeitig entlassen. Als Arthur seine schlafende Frau noch einmal sehen will, sind auf einmal überall Polizisten. Arthur will seine Waffe ziehen, wird aber zuvor erschossen. Catherine kniet sich über den Körper ihres Mannes und liest dessen Abschiedsbrief für sie.

## Hintergrund
Andersons Roman aus dem Jahr 1937 schilderte, wie Armut und Kriminalität in der Great Depression zusammengehörten. 1974 wurde der Roman nochmals als Diebe wie wir unter Regie von Robert Altman verfilmt.

## Kritiken
They Live by Night besitzt heute bei Filmkritikern ein hohes Ansehen, so fallen alle 18 Kritiken bei Rotten Tomatoes positiv aus. Das Lexikon des Internationalen Films schreibt: „Nicholas Rays erster Spielfilm ist als romantische Liebesgeschichte inszeniert, deren glückliches Ende durch Ignoranz, Bösartigkeit und Unvermögen der Umwelt verhindert wird. Interessant auch durch die neue moralische Beurteilung der vordergründig "bösen" Charaktere.“